# Cantone di Murat
Il Cantone di Murat è una divisione amministrativa dell'arrondissement di Saint-Flour.
A seguito della riforma approvata con decreto del 13 febbraio 2014, che ha avuto attuazione dopo le elezioni dipartimentali del 2015, è passato da 15 a 27 comuni.

## Composizione
I 15 comuni facenti parte prima della riforma del 2014 erano:
- Albepierre-Bredons
- Chalinargues
- La Chapelle-d'Alagnon
- Chastel-sur-Murat
- Chavagnac
- Cheylade
- Le Claux
- Celles
- Dienne
- Laveissenet
- Laveissière
- Lavigerie
- Murat
- Neussargues-Moissac
- Virargues

Dal 2015 i comuni appartenenti al cantone sono i seguenti 27:
- Albepierre-Bredons
- Allanche
- Celles
- Chalinargues
- La Chapelle-d'Alagnon
- Charmensac
- Chastel-sur-Murat
- Chavagnac
- Cheylade
- Le Claux
- Dienne
- Joursac
- Landeyrat
- Laveissenet
- Laveissière
- Lavigerie
- Murat
- Neussargues-Moissac
- Peyrusse
- Pradiers
- Saint-Saturnin
- Sainte-Anastasie
- Ségur-les-Villas
- Ussel
- Vernols
- Vèze
- Virargues